# Land ohne Gesetz
Land ohne Gesetz (Originaltitel: The Young Land) ist ein US-amerikanischer Western aus dem Jahr 1959 von Ted Tetzlaff. Dimitri Tiomkin wurde für Strange Are the Ways of Love mit dem Text von Ned Washington und dem Gesang von Randy Sparks für den Oscar für den bester Song nominiert.

## Handlung
1848, nach dem Ende des Mexikanisch-Amerikanischen Krieges und der Gründung des Staates Kalifornien, tötet der amerikanische Revolverheld Hatfield Carnes in Kalifornien einen Mexikaner. Er wird für diesen Mord von Jim Ellison verhaftet, einem ehemaligen Marinesoldaten und jetzigen Sheriff, der weder eine Waffe noch eine Dienstmarke besitzt. Ellison, der von dem prominenten Geschäftsmann und Politiker Don Roberto de la Madrid angeheuert wurde, hat es auf dessen verwöhnte Tochter Elena abgesehen. Der buchstabengetreue Richter Millard Isham kommt zusammen mit Deputy Marshal Ben Stroud in die Stadt, um den Prozess zu führen. Der gesuchte harte Kerl Lee Hearn hat seine eigenen Probleme mit dem Gesetz, ist aber bereit, Ellison als Hilfssheriff zu unterstützen. Carnes wird in der neuen mexikanischen Konzession vor Gericht gestellt, wo die hispanische Bevölkerung darauf wartet, ob die amerikanische Justiz Carnes verurteilen wird.

## Produktion
Der Technicolor-Entwickler Winton C. Hoch und Henry Sharp waren für die Kameraführung verantwortlich. Vertrieben wurde der Film von der Columbia Pictures Corporation.
Es ist der dritte und letzte von nur drei Filmen, die von Cornelius Vanderbilt Whitne's C.V. Whitney Pictures produziert wurden; der erste war Der Schwarze Falke (1956) mit John Wayne unter der Regie von John Ford, der zweite The Missouri Traveler (1958) mit Brandon deWilde und Lee Marvin.
Nachdem er zuvor in einigen Filmen seines Vaters mitgewirkt hatte, versuchte sich der 20-jährige Patrick Wayne mit diesem Film an einer Hauptrolle, während er noch an der Loyola Marymount University immatrikuliert war und dort 1961 seinen Abschluss machte.